# J. Karjalainen

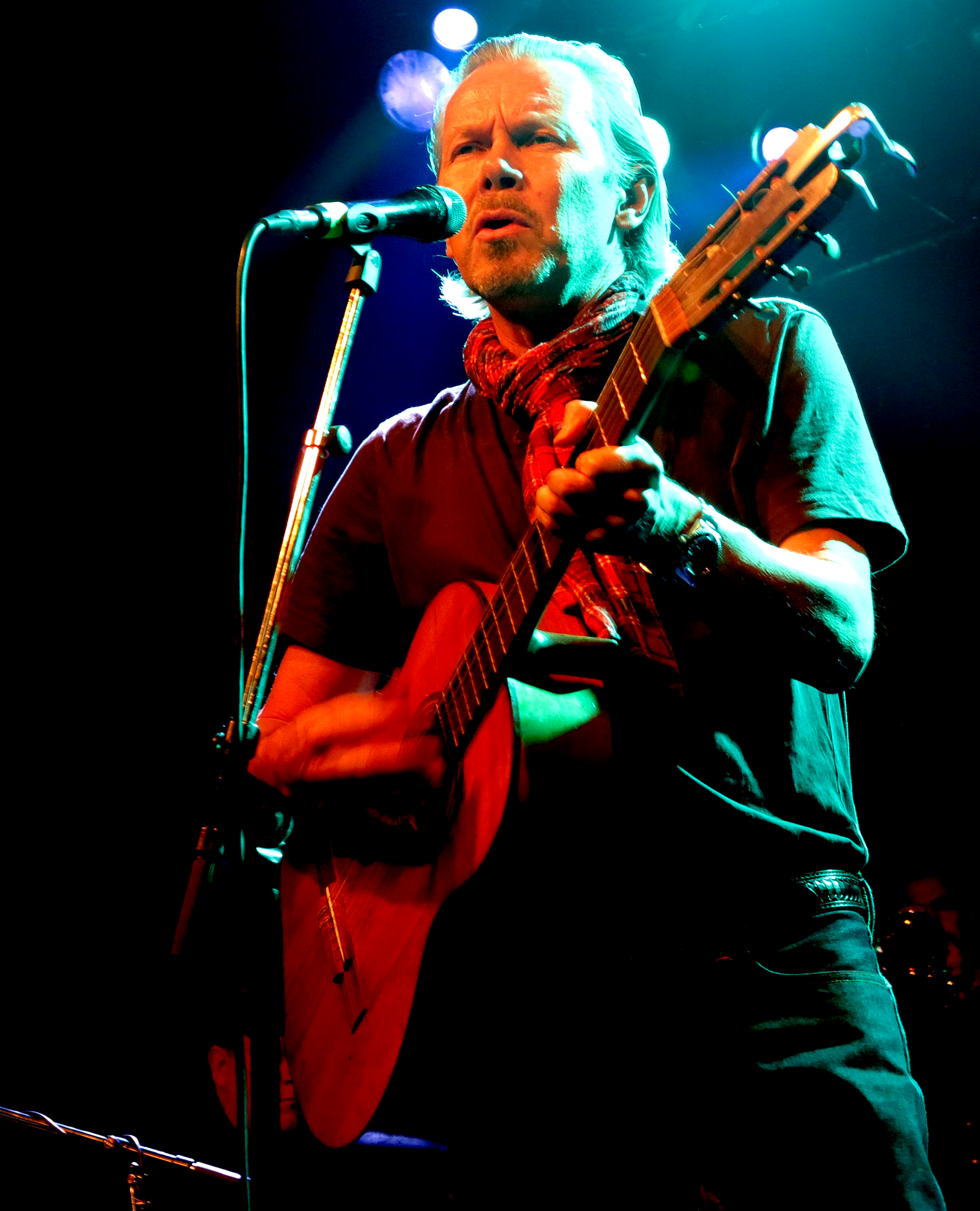
Jukka Karjalainen

Jukka Tapio Karjalainen, född 1 april 1957 i Helsingfors, är en finsk musiker, låtskrivare och kompositör. Han har varit aktiv i olika grupper sedan början av 1980-talet.

## Musik
De flesta av Karjalainens album har varit mycket framgångsrika. Han har skrivit och komponerat alla låtarna själv med några få undantag. Han spelar blues, och country, som präglas av den finska folkmusiken. Under 1990-talet blev hans musik mer pop- och rock- inriktad. Han är en av 1980-talets utvecklare och grundare av den finska rockmusiken. De flesta av hans album har sålt minst guld, och totalt har hans album sålts över 700 000 st under hans karriär. De mest framgångsrika av hans låtar är "Hän", "Doris", "Missä se väinö on?" och "Mennyt mies". Hans senaste album släpptes 15 april 2013 och har sålt dubbel platina. J. Karjalainen har spelat i  banduppsättningar som "J. Karjalainen ja mustat lasit", "J. Karjalainen yhtyeineen" och "J. Karjalainen Electric sauna".
År 2013 tilldelades han utmärkelsen Pro Finlandia.

## Privatliv
J. Karjalainen är gift med sångaren Kati Bergman, och de har tillsammans en son.

## Diskografi

### Studioalbum

#### Som J. Karjalainen ja Mustat Lasit
- 1981: J. Karjalainen ja Mustat lasit (J. Karjalainen och de svarta glasen)
- 1982: Yö Kun Saapuu Helsinkiin (När natten anländer till Helsingfors)
- 1983: Tatsum tisal
- 1985: Doris
- 1986: *Varaani (Varan)
- 1987: Kookospähkinäkitara (Kokosnötsgitarr)
- 1988: Lumipallo (Snöboll)

#### Som J. Karjalainen (Första perioden)
- 1990: Keltaisessa talossa (I det gula huset)

#### Som J. Karjalainen yhtyeineen (J. Karjalainen och hans band)
- 1991: Päiväkirja (Dagbok)
- 1992: Tähtilampun alla (Under stjärnlampan)
- 1994: Villejä lupiineja (Vilda lupiner)

#### Som J. Karjalainen Electric Sauna
- 1996: J. Karjalainen Electric Sauna
- 1998: Laura Häkkisen silmät (Laura Häkkinens ögon)
- 1999: Electric Piknik
- 2001: Marjaniemessä (I Marjaniemi)
- 2002: Valtatie (Motorvägen)

#### Som J. Karjalainen (Andra perioden)
- 2006: Lännen-Jukka (Västerns-Jukka)
- 2008: Paratiisin pojat (Paradisets pojkar)
- 2010: Polkabilly Rebels
- 2013: Et ole yksin (Du är inte ensam)

### Livealbum

#### Som J. Karjalainen ja Mustat Lasit
- 1983: Tunnussävel
- 1989: Live

### Singlar

#### Som J. Karjalainen
- 2013: "Mennyt mies" (Forna mannen)
- 2013 "Meripihkahuone" (Bärnstensrummet)